# Lista odcinków serialu Świry
Świry – amerykański serial telewizyjny emitowany od 7 lipca 2006 na USA Network.

## Przegląd sezonów
| Sezon | Sezon | Liczba odcinków | Premiera             | Finał            | Wydanie DVD          |
| ----- | ----- | --------------- | -------------------- | ---------------- | -------------------- |
|       | 1     | 15              | 7 lipca 2006         | 2 marca 2007     | 26 czerwca 2007      |
|       | 2     | 16              | 13 lipca 2007        | 15 lutego 2008   | 8 lipca 2008         |
|       | 3     | 16              | 18 lipca 2008        | 20 lutego 2009   | 21 lipca 2009        |
|       | 4     | 16              | 7 sierpnia 2009      | 10 marca 2010    | 13 lipca 2010        |
|       | 5     | 16              | 14 lipca 2010        | 22 grudnia 2010  | 31 maja 2011         |
|       | 6     | 16              | 12 października 2011 | 11 kwietnia 2012 | 16 października 2012 |
|       | 7     | 16              | 27 lutego 2013       | 29 majs 2013     | 8 października 2013  |
|       | 8     | 10              | 8 stycznia 2014      | 26 marca 2014    | 1 kwietnia 2014      |

## Lista odcinków

### Sezon 1
| №  | #  | Tytuł                                                     | Tytuł polski                | Reżyseria         | Scenariusz                                     | Premiera (USA Network) |
| -- | -- | --------------------------------------------------------- | --------------------------- | ----------------- | ---------------------------------------------- | ---------------------- |
| 1  | 1  | Pilot                                                     | Pilot                       | Michael Engler    | Steve Franks                                   | 7 lipca 2006           |
| 2  | 2  | Spellingg Bee                                             | Dyktando                    | Mel Damski        | Steve Franks                                   | 14 lipca 2006          |
| 3  | 3  | Speak Now or Forever Hold Your Piece                      | Przemów teraz lub zamilknij | Michael Zinberg   | Steve Franks                                   | 21 lipca 2006          |
| 4  | 4  | Woman Seeking Dead Husband - Smokers Okay, No Pets        | Szukając zmarłego męża      | Jeff Melman       | Steve Franks                                   | 28 lipca 2006          |
| 5  | 5  | 9 Lives                                                   | Dziewięć żywotów            | Matt Shakman      | Andy Berman                                    | 4 sierpnia 2006        |
| 6  | 6  | Weekend Warriors                                          | Niedzielni wojownicy        | John Fortenberry  | Douglas Steinberg                              | 11 sierpnia 2006       |
| 7  | 7  | Who Ya Gonna Call?                                        | No i kogo zawołasz?         | Michael Lange     | John J. Sakmar, Kerry Lenhart                  | 18 sierpnia 2006       |
| 8  | 8  | Shawn vs. the Red Phantom                                 | Shawn i czerwone widmo      | John T. Kretchmer | Anupam Nigam                                   | 25 sierpnia 2006       |
| 9  | 9  | Forget Me Not                                             | Nie zapomnisz mnie          | Mel Damski        | William Rabkin, Lee Goldberg                   | 19 stycznia 2007       |
| 10 | 10 | From the Earth to the Starbucks                           | Z Ziemi do gwiazd           | Michael Zinberg   | Steve Franks                                   | 26 stycznia 2007       |
| 11 | 11 | He Loves Me, He Loves Me Not, He Loves Me, Oops He's Dead | Kocha, lubi, nie żyje       | Tim Matheson      | Andy Berman                                    | 2 lutego 2007          |
| 12 | 12 | Cloudy... Chance of Murder                                | Chmury i mokra robota       | Lev L. Spiro      | Andy Berman                                    | 9 lutego 2007          |
| 13 | 13 | Game, Set... Muuurder?                                    | Mordercza gra               | James L. Conway   | Anupam Nigam                                   | 16 lutego 2007         |
| 14 | 14 | Poker? I Barely Know Her                                  | Ledwo ją znałem             | Joanna Kerns      | Douglas Steinberg,John J. Sakmar,Kerry Lenhart | 23 lutego 2007         |
| 15 | 15 | Scary Sherry: Bianca's Toast                              | Na zdrowie!                 | John Landis       | James Roday, Steve Franks                      | 2 marca 2007           |

### Sezon 2
| №  | #  | Tytuł                                     | Tytuł polski                                          | Reżyseria            | Scenariusz      | Premiera (USA Network) |
| -- | -- | ----------------------------------------- | ----------------------------------------------------- | -------------------- | --------------- | ---------------------- |
| 16 | 1  | American Duos                             | Amerykański duet                                      | Steve Franks         | John Landis     | 13 lipca 2007          |
| 17 | 2  | 65 Million Years Off                      | 65 milionów lat                                       | Steve Franks         | Tim Matheson    | 20 lipca 2007          |
| 18 | 3  | Psy vs. Psy                               | Potyczki jasnowidzących                               | Andy Berman          | Mel Damski      | 27 lipca 2007          |
| 19 | 4  | Zero To Murder In Sixty Seconds           | Morderstwo w sześćdziesiąt sekund                     | Saladin K. Patterson | Stephen Surjik  | 3 sierpnia 2007        |
| 20 | 5  | And Down The Stretch Comes Murder         | Ostatnia prosta                                       | Josh Bycel           | Michael Zinberg | 10 sierpnia 2007       |
| 21 | 6  | Meat Is Murder, But Murder Is Also Murder | Mięso to morderstwo, ale morderstwo to też morderstwo | Daniel Hsia          | Eric Laneuville | 17 sierpnia 2007       |
| 22 | 7  | If Youre So Smart, Then Why Are You Dead? | Taki mądry, a nie żyje                                | Anupam Nigam         | Arlene Sanford  | 24 sierpnia 2007       |
| 23 | 8  | Rob-a-Bye Baby                            | Bierz kasę, skarbie!                                  | Tami Sagher          | Paul Lazarus    | 7 września 2007        |
| 24 | 9  | Bounty Hunters!                           | Łowcy głów!                                           | Andy Berman          | John Badham     | 14 września 2007       |
| 25 | 10 | Gus Dad May Have Killed an Old Guy        | Ojciec Gusa mógł załatwić staruszka                   | Saladin K. Patterson | Oz Scott        | 7 grudnia 2007         |
| 26 | 11 | Theres Something About Mira               | Sposób na Mirę                                        | Josh Bycel           | Joanna Kerns    | 11 stycznia 2008       |
| 27 | 12 | The Old and The Restless                  | Stary i niepokorny                                    | Anupam Nigam         | Jason Ensler    | 18 stycznia 2008       |
| 28 | 13 | Lights, Camera...Homicidio                | Światła, kamera... zabójstwo!                         | Andy Berman          | Matt Shakman    | 25 stycznia 2008       |
| 29 | 14 | Dis-Lodged                                | Ktoś z loży                                           | Tim Meltreger        | Mel Damski      | 1 lutego 2008          |
| 30 | 15 | Black and Tan: A Crime of Fashion         | Ofiara mody                                           | Steve Franks         | Mel Damski      | 8 lutego 2008          |
| 31 | 16 | Shawn (and Gus) of the Dead               | Żywe trupy                                            | Steve Franks         | Steve Franks    | 15 lutego 2008         |

### Sezon 3
| №  | #  | Tytuł                                                | Tytuł polski                                   | Reżyseria            | Scenariusz        | Premiera (USA Network) |
| -- | -- | ---------------------------------------------------- | ---------------------------------------------- | -------------------- | ----------------- | ---------------------- |
| 32 | 1  | Ghosts                                               | Duch w tobie                                   | Steve Franks         | Stephen Surjik    | 18 lipca 2008          |
| 33 | 2  | Murder? … Anyone? … Anyone? … Bueller?               | Morderstwo?... Ktokolwiek?... Bueller?         | Andy Berman          | Michael McMurray  | 25 lipca 2008          |
| 34 | 3  | Daredevils!                                          | Ryzykanci!                                     | Anupam Nigam         | John Badham       | 1 sierpnia 2008        |
| 35 | 4  | The Greatest Adventure in the History of Basic Cable | Najwspanialsza przygoda w historii TV kablowej | Josh Bycel           | Jay Chandrasekhar | 8 sierpnia 2008        |
| 36 | 5  | Disco Didnt Die. It Was Murdered!                    | Disco nie umarło. Zostało zamordowane!         | Saladin K. Patterson | Mel Damski        | 15 sierpnia 2008       |
| 37 | 6  | There Might Be Blood                                 | Tam może być krew                              | Kell Cahoon          | John Badham       | 23 sierpnia 2008       |
| 38 | 7  | Talk Derby to Me                                     | Nie ma to jak zawody                           | Tim Meltreger        | Steve Miner       | 5 września 2008        |
| 39 | 8  | Gus Walks Into a Bank                                | Gus wchodzi do banku                           | Andy Berman          | Eric Laneuville   | 12 września 2008       |
| 40 | 9  | Christmas Joy                                        | Świąteczna radość                              | Saladin K. Patterson | John Landis       | 28 października 2008   |
| 41 | 10 | Six Feet Under the Sea                               | Sześć stóp pod wodą                            | Steve Franks         | Steve Franks      | 9 stycznia 2009        |
| 42 | 11 | Lassie Did a Bad, Bad Thing                          | Lassie zrobił coś złego                        | Kell Cahoon          | Stephen Surjik    | 16 stycznia 2009       |
| 43 | 12 | Earth, Wind and...Wait for It                        | Ziemia, wiatr... cierpliwości                  | Anupam Nigam         | Tim Matheson      | 23 stycznia 2009       |
| 44 | 13 | Any Given Friday Night at 10pm, 9pm Central          | W każdy piątek o 22, 21 czasu centralnego      | Josh Bycel           | Mel Damski        | 30 stycznia 2009       |
| 45 | 14 | Truer Lies                                           | Prawdziwsze kłamstwa                           | Victoria Walker      | Martha Coolidge   | 6 lutego 2009          |
| 46 | 15 | Tuesday the 17th                                     | Wtorek 17-ego                                  | Steve Franks         | James Roday       | 13 lutego 2009         |
| 47 | 16 | An Evening With Mr. Yang                             | Wieczór z panem Yang                           | Andy Berman          | Mel Damski        | 20 lutego 2009         |

### Sezon 4
| №  | #  | Tytuł                                                   | Tytuł polski                                     | Reżyseria                         | Scenariusz        | Premiera (USA Network) | Premiera (Universal Channel) |
| -- | -- | ------------------------------------------------------- | ------------------------------------------------ | --------------------------------- | ----------------- | ---------------------- | ---------------------------- |
| 48 | 1  | Extradition: British Columbia                           | Ekstradycja: Kolumbia Brytyjska                  | Steve Franks                      | Steve Franks      | 7 sierpnia 2009        | 1 kwietnia 2013              |
| 49 | 2  | He Dead                                                 | On nie żyje                                      | Saladin K. Patterson              | Michael McMurray  | 14 sierpnia 2009       | 2 kwietnia 2013              |
| 50 | 3  | High Noon-ish                                           | W samo południe                                  | Kell Cahoon                       | Mel Damski        | 21 sierpnia 2009       | 3 kwietnia 2013              |
| 51 | 4  | The Devil is in the Details... and the Upstairs Bedroom | Diabeł tkwi w szczegółach... i sypialni na górze | Bill Callahan                     | John Badham       | 28 sierpnia 2009       | 4 kwietnia 2013              |
| 52 | 5  | Shawn Gets the Yips                                     | Shawn ma tremę                                   | Kell Cahoon, Bill Callahan        | Tawnia McKiernan  | 11 września 2009       | 5 kwietnia 2013              |
| 53 | 6  | Bollywood Homicide                                      | Przestępstwo w Bollywood                         | Steve Franks, Anupam Nigam        | Jay Chandrasekhar | 18 września 2009       | 8 kwietnia 2013              |
| 54 | 7  | High Top Fade Out                                       | Wyblakłe High-topy                               | Saladin K. Patterson, James Roday | Stephen Surjik    | 25 września 2009       | 9 kwietnia 2013              |
| 55 | 8  | Lets Get Hairy                                          | Zapuśćmy trochę włochów                          | Todd Harthan, James Roday         | Andrew Bernstein  | 9 października 2009    | 10 kwietnia 2013             |
| 56 | 9  | Shawn Takes a Shot in the Dark                          | Shawn strzela w ciemno (zbiera kulkę)            | Andy Berman                       | Mel Damski        | 16 października 2009   | 11 kwietnia 2013             |
| 57 | 10 | You Cant Handle This Episode                            | Nie zniesiesz tego odcinka                       | Andy Berman                       | Mel Damski        | 27 stycznia 2010       | 12 kwietnia 2013             |
| 58 | 11 | Thrill Seekers and Hell Raisers                         | Thrill Seekers i Hell Raisers                    | Saladin K. Patterson, Kell Cahoon | Mel Damski        | 3 lutego 2010          | 15 kwietnia 2013             |
| 59 | 12 | A Very Juliet Episode                                   | Odcinek Juliet                                   | Steve Franks, Tim Meltreger       | Steve Franks      | 10 lutego 2010         | 16 kwietnia 2013             |
| 60 | 13 | Death Is In The Air                                     | Śmierć jest w powietrzu                          | Bill Callahan, Anupam Nigam       | Stephen Surjik    | 17 lutego 2010         | 17 kwietnia 2013             |
| 61 | 14 | The Head, The Tail, The Whole Damn Episode              | Głowa, ogon, cały przeklęty odcinek              | Steve Franks, Andy Berman         | Stephen Surjik    | 24 lutego 2010         | 18 kwietnia 2013             |
| 62 | 15 | Think Tank                                              | Myśl, Tank!                                      | Steve Franks, Tim Meltreger       | Matt Shakman      | 3 marca 2010           | 19 kwietnia 2013             |
| 63 | 16 | Mr. Yin Presents...                                     | Pan Yin prezentuje                               | Andy Berman, James Roday          | James Roday       | 10 marca 2010          | 22 kwietnia 2013             |

### Sezon 5
| №  | #  | Tytuł                                       | Tytuł polski                                  | Reżyseria                         | Scenariusz        | Premiera (USA Network) | Premiera (Universal Channel) |
| -- | -- | ------------------------------------------- | --------------------------------------------- | --------------------------------- | ----------------- | ---------------------- | ---------------------------- |
| 64 | 1  | Romeo and Juliet and Juliet                 | Romeo i Julia, i Julia                        | Steve Franks                      | Steve Franks      | 14 lipca 2010          | 6 stycznia 2014              |
| 65 | 2  | Feet Dont Kill Me Now                       | Stopy mnie teraz nie zawiodą                  | Saladin K. Patterson              | Mel Damski        | 21 lipca 2010          | 6 stycznia 2014              |
| 66 | 3  | Not Even Close... Encounters                | Nawet nie bliskie... spotkania                | Bill Callahan                     | John Badham       | 28 lipca 2010          | 13 stycznia 2014             |
| 67 | 4  | Chivalry Is Not Dead... But Someone Is      | Rycerskość nie umarła... ale ktoś inny tak    | Andy Berman                       | Jay Chandrasekhar | 4 sierpnia 2010        | 13 stycznia 2014             |
| 68 | 5  | Shawn and Gus in Drag (Racing)              | Shawn i Gus na wyścigach (równoległych)       | Kell Cahoon, Tim Meltreger        | Mel Damski        | 11 sierpnia 2010       | 20 stycznia 2014             |
| 69 | 6  | Viagra Falls                                | Wodospad Viagra                               | Todd Harthan                      | Andrew Bernstein  | 18 sierpnia 2010       | 20 stycznia 2014             |
| 70 | 7  | Ferry Tale                                  | Opowieść promowa                              | Saladin K. Patterson, Kell Cahoon | Reginald Hudlin   | 25 sierpnia 2010       | 27 stycznia 2014             |
| 71 | 8  | Shawn 2.0                                   | Shawn 2.0                                     | Bill Callahan                     | David Crabtree    | 1 września 2010        | 27 stycznia 2014             |
| 72 | 9  | One, Maybe Two, Ways Out                    | Jeden, może dwa sposoby na wyjście            | Andy Berman Todd Harthan          | Mel Damski        | 8 września 2010        | 3 lutego 2014                |
| 73 | 10 | Extradition II: The Actual Extradition Part | Ekstradycja II: Prawdziwa część ekstradycyjna | Steve Franks                      | Steve Franks      | 10 października 2010   | 3 lutego 2014                |
| 74 | 11 | In Plain Fright                             | W wyraźnym przestrachu                        | Steve Franks Tim Meltreger        | Stephen Surjik    | 17 października 2010   | 10 lutego 2014               |
| 75 | 12 | Dual Spires                                 | Podwójne iglice                               | Bill Callahan James Roday         | Matt Shakman      | 1 grudnia 2010         | 10 lutego 2014               |
| 76 | 13 | Wed Like to Thank the Academy               | Chcielibyśmy podziękować Akademii             | Bill Callahan, Todd Harthan       | Tawnia McKiernan  | 8 grudnia 2010         | 17 lutego 2014               |
| 77 | 14 | The Polarizing Express                      | Polaryzujący ekspres                          | James Roday Saladin K. Patterson  | James Roday       | 15 grudnia 2010        | 17 lutego 2014               |
| 78 | 15 | Dead Bear Walking                           | Przed egzekucją niedźwiedzia                  | Andy Berman                       | Andy Berman       | 15 grudnia 2010        | 24 lutego 2014               |
| 79 | 16 | Yang 3 in 2D                                | Yang 3 w 2D                                   | Andy Berman, James Roday          | Mel Damski        | 22 grudnia 2010        | 24 lutego 2014               |

### Sezon 6
| №  | #  | Tytuł                                                              | Polskie tytuł                                    | Reżyseria                         | Scenariusz        | Premiera (USA Network) | Premiera (Universal Channel) |
| -- | -- | ------------------------------------------------------------------ | ------------------------------------------------ | --------------------------------- | ----------------- | ---------------------- | ---------------------------- |
| 80 | 1  | Shawn Rescues Darth Vader                                          | Shawn ratuje Dartha Vadera                       | Steve Franks                      | Steve Franks      | 12 października 2011   | 13 lipca 2015                |
| 81 | 2  | Last Night Gus                                                     | Wczorajszy Gus                                   | Andy Berman                       | Andy Berman       | 19 października 2011   | 14 lipca 2015                |
| 82 | 3  | This Episode Sucks                                                 | Ten odcinek jest do bani                         | Todd Harthan, James Roday         | James Roday       | 26 października 2011   | 15 lipca 2015                |
| 83 | 4  | The Amazing Psych-Man & Tap Man, Issue #2                          | Świr i Step-man                                  | Saladin K. Patterson              | Mel Damski        | 2 listopada 2011       | 16 lipca 2015                |
| 84 | 5  | Dead Mans Curve Ball                                               | Podkręcona piłka denata                          | Bill Callahan                     | Mel Damski        | 9 listopada 2011       | 17 lipca 2015                |
| 85 | 6  | Shawn, Interrupted                                                 | Shawn demaskator                                 | Kell Cahoon                       | Andrew Bernstein  | 16 listopada 2011      | 20 lipca 2015                |
| 86 | 7  | In for a Penny...                                                  | Za wszelką cenę                                  | Todd Harthan                      | Mel Damski        | 30 listopada 2011      | 21 lipca 2015                |
| 87 | 8  | The Tao of Gus                                                     | Tao Gusa                                         | Tim Meltreger                     | John Badham       | 7 grudnia 2011         | 22 lipca 2015                |
| 88 | 9  | Neil Simons Lovers Retreat                                         | Upiór w hotelu                                   | Carlos Jacott                     | Brad Turner       | 14 grudnia 2011        | 23 lipca 2015                |
| 89 | 10 | Indiana Shawn and the Temple of the Kinda Crappy, Rusty Old Dagger | Indiana Shawn i Świątynia Dziadowskiego Sztyletu | Steve Franks                      | Steve Franks      | 28 lutego 2012         | 24 lipca 2015                |
| 90 | 11 | Heeeeeres Lassie                                                   | Cykor Lassie                                     | Todd Harthan, Tim Meltreger       | James Roday       | 7 marca 2012           | 27 lipca 2015                |
| 91 | 12 | Shawn and the Real Girl                                            | Shawn i randka w ciemno                          | Andy Berman                       | Timothy Busfield  | 14 marca 2012          | 28 lipca 2015                |
| 92 | 13 | Lets Doo-Wop It Again                                              | Zaśpiewajmy coś wesołego                         | Saladin K. Patterson, Kell Cahoon | Jay Chandrasekhar | 21 marca 2012          | 29 lipca 2015                |
| 93 | 14 | Autopsy Turvy                                                      | Bez ładu i rozkładu                              | Andy Berman, James Roday          | Jennifer Lynch    | 28 marca 2012          | 30 lipca 2015                |
| 94 | 15 | True Grits                                                         | Prawdziwi twardziele                             | Saladin K. Patterson              | Reginald Hudlin   | 4 kwietnia 2012        | 31 lipca 2015                |
| 95 | 16 | Santabarbaratown                                                   | Mieścina Santa Barbara                           | Bill Callahan                     | David Crabtree    | 11 kwietnia 2012       | 31 lipca 2015                |

### Sezon 7
| №       | #     | Tytuł                       | Reżyseria                   | Scenariusz                         | Premiera (USA Network) | Premiera (Universal Channel) |
| ------- | ----- | --------------------------- | --------------------------- | ---------------------------------- | ---------------------- | ---------------------------- |
| 96      | 1     | Santabarbaratown 2          | Steve Franks, Bill Callahan | Mel Damski                         | 27 lutego 2013         | 29 października 2016         |
| 97      | 2     | Juliet Takes a Luvvah       | Andy Berman                 | Andy Berman                        | 6 marca 2013           | 29 października 2016         |
| 98      | 3     | Lassie Jerky                | James Roday                 | James Roday                        | 13 marca 2013          | 29 października 2016         |
| 99      | 4     | No Country for Two Old Men  | Kell Cahoon                 | Mel Damski                         | 20 marca 2013          | 29 października 2016         |
| 100     | 5     | 100 Clues                   | Todd Harthan                | Matt Shakman                       | 27 marca 2013          | 30 października 2016         |
| 101     | 6     | Cirque Du Soul              | Jennifer Lynch              | Saladin K. Patterson               | 3 kwietnia 2013        | 30 października 2016         |
| 102     | 7     | Deez Nups                   | James Roday                 | Bill Callahan & James Roday        | 10 kwietnia 2013       | 30 października 2016         |
| 103     | 8     | Right Turn or Left for Dead | David Crabtree              | Carlos Jacott                      | 17 kwietnia 2013       | 30 października 2016         |
| 104     | 9     | Juliet Wears the Pantsuit   | Jennifer Lynch              | Brittany Hilgers                   | 24 kwietnia 2013       | 31 października 2016         |
| 105     | 10    | Santa Barbarian Candidate   | Richard Coleman             | Tim Meltreger                      | 1 maja 2013            | 31 października 2016         |
| 106     | 11    | Office Space                | Andrew Bernstein            | Andy Berman & Todd Harthan         | 8 maja 2013            | 31 października 2016         |
| 107     | 12    | Dead Air                    | Saladin K. Patterson        | Saladin K. Patterson & Kell Cahoon | 15 maja 2013           | 31 października 2016         |
| 108     | 13    | Nip and Suck It!            | Mel Damski                  | Carlos Jacott & Tim Meltreger      | 22 maja 2013           | 1 listopada 2016             |
| 109     | 14    | No Trout About It           | Brad Turner                 | Bill Callahan & Carlos Jacott      | 29 maja 2013           | 1 listopada 2016             |
| 110,111 | 15,16 | Psych: The Musical          | Steve Franks                | Steve Franks                       | 15 grudnia 2013        | 1 listopada 2016             |

### Sezon 8
| №   | #  | Tytuł                                                                | Reżyseria      | Scenariusz                         | Premiera (USA Network) | Premiera (Universal Channel) |
| --- | -- | -------------------------------------------------------------------- | -------------- | ---------------------------------- | ---------------------- | ---------------------------- |
| 112 | 1  | Lock, Stock, Some Smoking Barrels and Burton Guster's Goblet of Fire | Steve Franks   | Kell Cahoon & Steve Franks         | 8 stycznia 2014        | 5 kwietnia 2017              |
| 113 | 2  | S.E.I.Z.E. the Day                                                   | David Crabtree | Todd Harthan                       | 15 stycznia 2014       | 12 kwietnia 2017             |
| 114 | 3  | Remake A.K.A. Cloudy... With a Chance of Improvement                 | Andy Berman    | Andy Berman & Todd Harthan         | 22 stycznia 2014       | 19 kwietnia 2017             |
| 115 | 4  | Someone's Got a Woody                                                | Mel Damski     | Andy Berman & Saladin K. Patterson | 29 stycznia 2014       | 26 kwietnia 2017             |
| 116 | 5  | Cog Blocked                                                          | Brad Turner    | Carlos Jacott                      | 5 lutego 2014          | 3 maja 2017                  |
| 117 | 6  | 1967: A Psych Odyssey                                                | Kirsten Nelson | James Roday & Tim Meltreger        | 26 lutego 2014         | 10 maja 2017                 |
| 118 | 7  | Shawn and Gus Truck Things Up                                        | David Crabtree | Saladin K. Patterson               | 5 marca 2014           | 17 maja 2017                 |
| 119 | 8  | A Touch of Sweevil                                                   | James Roday    | Andy Berman & James Roday          | 12 marca 2014          | 24 maja 2017                 |
| 120 | 9  | A Nightmare on State Street                                          | James Roday    | James Roday & Carlos Jacott        | 19 marca 2014          | 31 maja 2017                 |
| 121 | 10 | The Breakup                                                          | Steve Franks   | Steve Franks                       | 26 marca 2014          | 7 czerwca 2017               |